# Перронный автобус

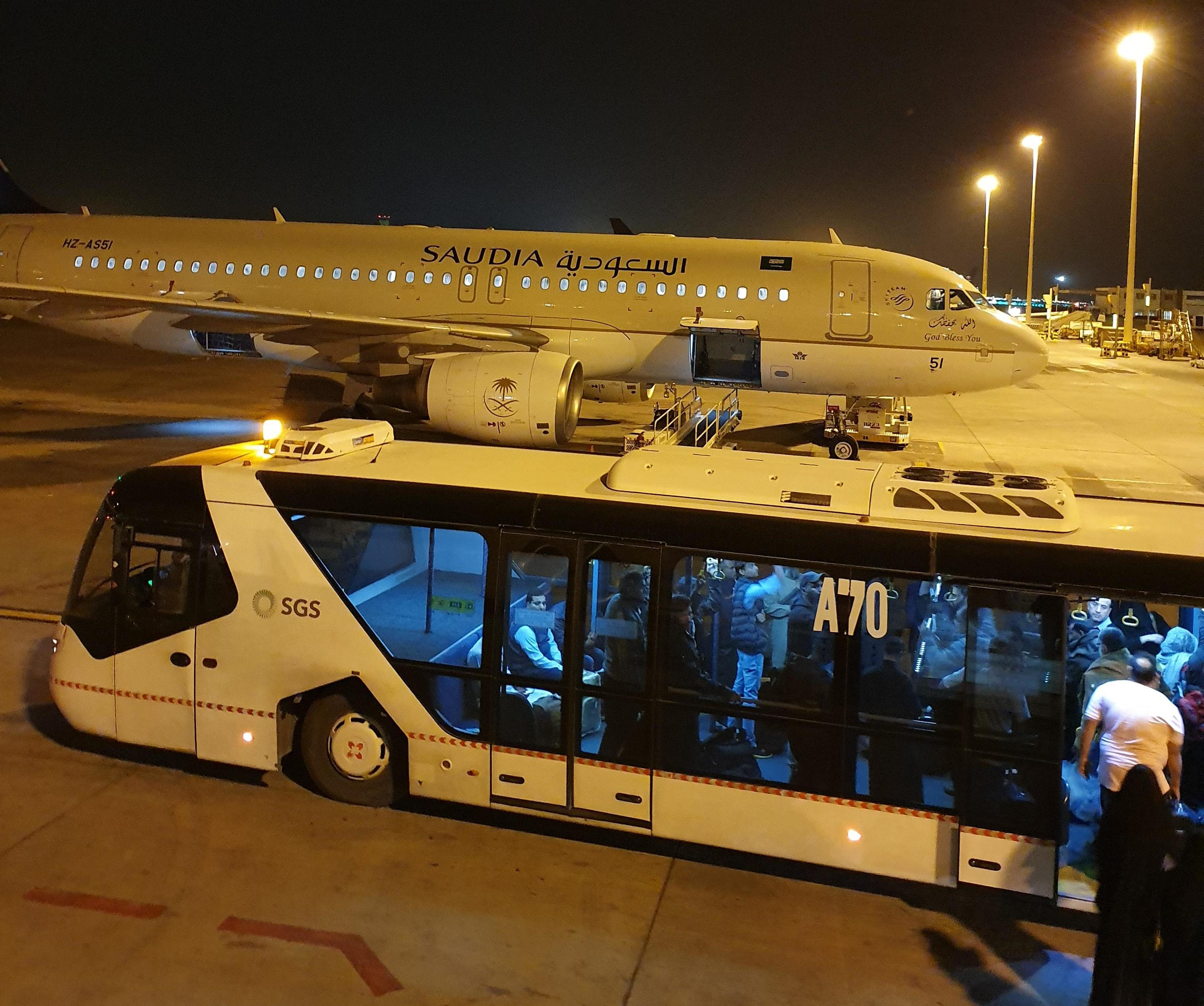
Перронный автобус Neoplan Airliner принимает пассажиров

Перро́нный авто́бус —  автобус для передвижения по перрону аэродрома, доставляющий пассажиров от здания аэровокзала к трапу принимающего самолёта или от высаживающего пассажиров самолёта к аэровокзалу.

## Применение
В современных аэропортах используются созданные по специальному заказу вагоны-автобусы, которые привозят пассажиров от посадочных выходов аэровокзала непосредственно к трапу воздушного судна. Они, как правило, имеют передний привод и переднее расположение двигателя, увеличенную вместимость и ширину, малую высоту пола и широкие двери с обеих сторон (опционально на задней и передней части) салона — за счёт этого пассажирам легче входить в автобус и выходить из него с багажом. Для работы в условиях ограниченной манёвренности кабина водителя может быть установлена на обоих концах. Также используются модифицированные низкопольные городские автобусы, оснащённые дополнительными дверьми и уменьшенным количеством сидячих мест.
В крупных аэропортах получили распространение крытые переходы (телескопические трапы), к которым воздушное судно выруливает самостоятельно. Используя такие трапы, пассажиры прямо из салона авиалайнера попадают в здание аэровокзала и наоборот. Однако использование телетрапов не всегда оправданно: поскольку самолёт осуществляет подруливание к ним самостоятельно, это приводит к существенным затратам авиатоплива, в результате в аэропортах с небольшой интенсивностью взлётно-посадочных операций использование подвозящих перронных автобусов более оправдано по экономическим соображениям.
Перронные автобусы могут использоваться аэропортами и как наиболее быстрый способ снять пассажиров с самолёта, совершившего в аэропорту внеплановую посадку — высадить пассажиров на стоянке на лётном поле и доставить их к аэровокзалу автобусом, не дожидаясь освобождения галерей-трапов. Также перронные автобусы нередко используются и современными крупными аэропортами для перевозки пассажиров между аэровокзалом и сравнительно маломестными (обычно не более 100 пассажиров) судами. А перрон (или перроны, если их несколько) в этом случае обслуживают только самолёты с большей вместимостью.

## Мобильный зал ожидания
В 1960-х годах появились гибриды перронных автобусов и самоходных авиатрапов — мобильные залы ожидания (англ. mobile lounge), у которых вместительный пассажирский салон с преимущественно сидячими местами оснащён телескопическим трапом и установлен на автомобильном шасси для самостоятельного перемещения от аэровокзала к трапу; для облегчения перехода в самолёт, салон зала поднимается вместе с пассажирами на высоту дверей при помощи гидравлического подъёмника. Впервые такой транспорт появился в аэропорту Вашингтон-Даллес, где для него были спроектированы специальные шлюзовые узлы; также использовался в некоторых других аэропортах Северной Америки до 1970-1980-х годов. В связи с широким распространение телескопических трапов мобильные залы были выведены из эксплуатации; только в аэропорту Даллес остался небольшой флот, который используется для перемещения пассажиров из главного здания к отдалённым терминалам, а также для обслуживания внеплановых или задержавшихся рейсов.

## Производители

### СССР
- АППА-4 - специализированный перронный автобус на базе седельного тягача ЗиЛ-130В, представляющий собой полуприцеп вагонной компоновки и рассчитанный на перевозку до 130 пассажиров. Этот автомобиль очень широко применялся в региональных аэропортах страны. Производство было организовано на Рижском авиационном заводе № 85 Гражданской авиации. Выпускался серийно с 1973 по 1995 год.

### Россия
- Нефаз-5299-40-52 (перронный)

### Белоруссия
- МАЗ-171
- МАЗ-271[3]

### Украина
- AeroLAZ

### Другие страны
- Ikarus-290
- Neoplan Airliner N 912, N 922, N 940, N 9112, N 9122
- Cobus 2400, 2700, 3000
- Van Hool AP1137, AP1237, AP1325, AP2375[4]
- ÖAF-Gräf & Stift[англ.] GSFH 240 M14
- TAM VivAir 104WL[5], 88WL, 86WL, 60S[6]
- AeroABus[7][8] 6300, 5300, 5270, 4270
- Weihai Guangtai WGBD-08[9][10]
- Yutong ZK6140BD[11]
- King Long XMQ6139BD, XM6140BD[12]
- Youngman JNP6140
- BMC Neoport [13]

### Прототипы
В СССР была создана опытная модификация автобуса ЛиАЗ-677П, которая имела с обеих сторон кузова по две пассажирских двери с дистанционным управлением; серийно не выпускалась.
В Германии был разработан двухэтажный перронный автобус Neoplan N 980 Galaxy Lounge на 150 сидячих мест (всего 342 места) со встроенным переходным трапом; он был построен в единственном экземпляре и работал с 1981 по 1994 год в аэропорту Джидда, Саудовская Аравия.  В Венгрии в 1980-х годах были разработаны туристические автобусы Ikarus 692 и Ikarus 695, оснащённые телескопическими переходными трапами-гармошками.

## Галерея

Специализированные перронные автобусы
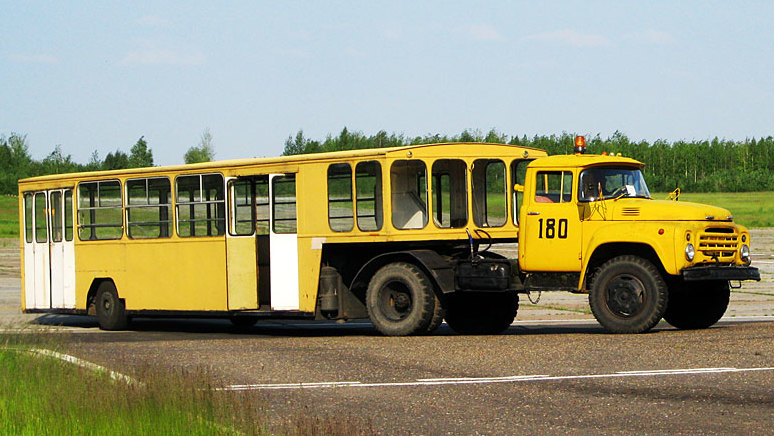
АППА-4 в аэропорту Стрежевого
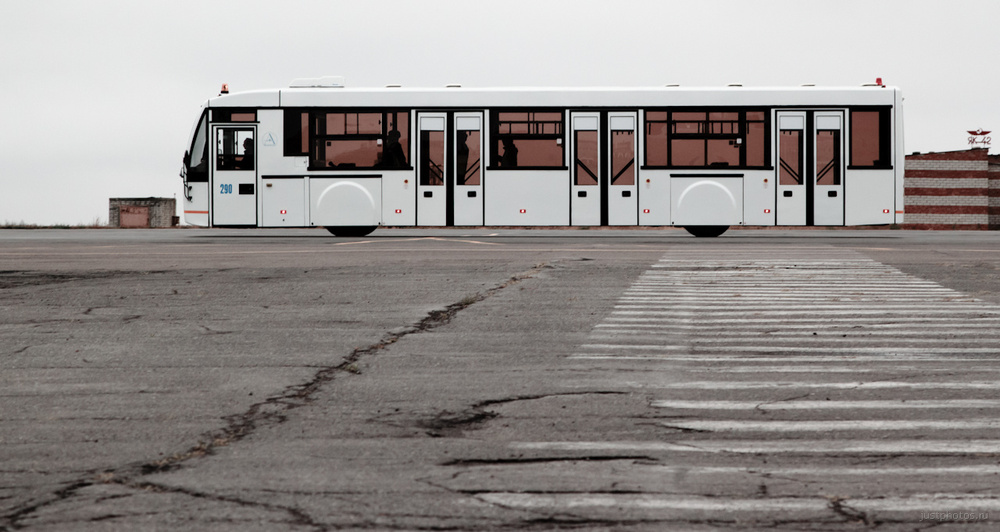
МАЗ-171 в аэропорту Гумрак
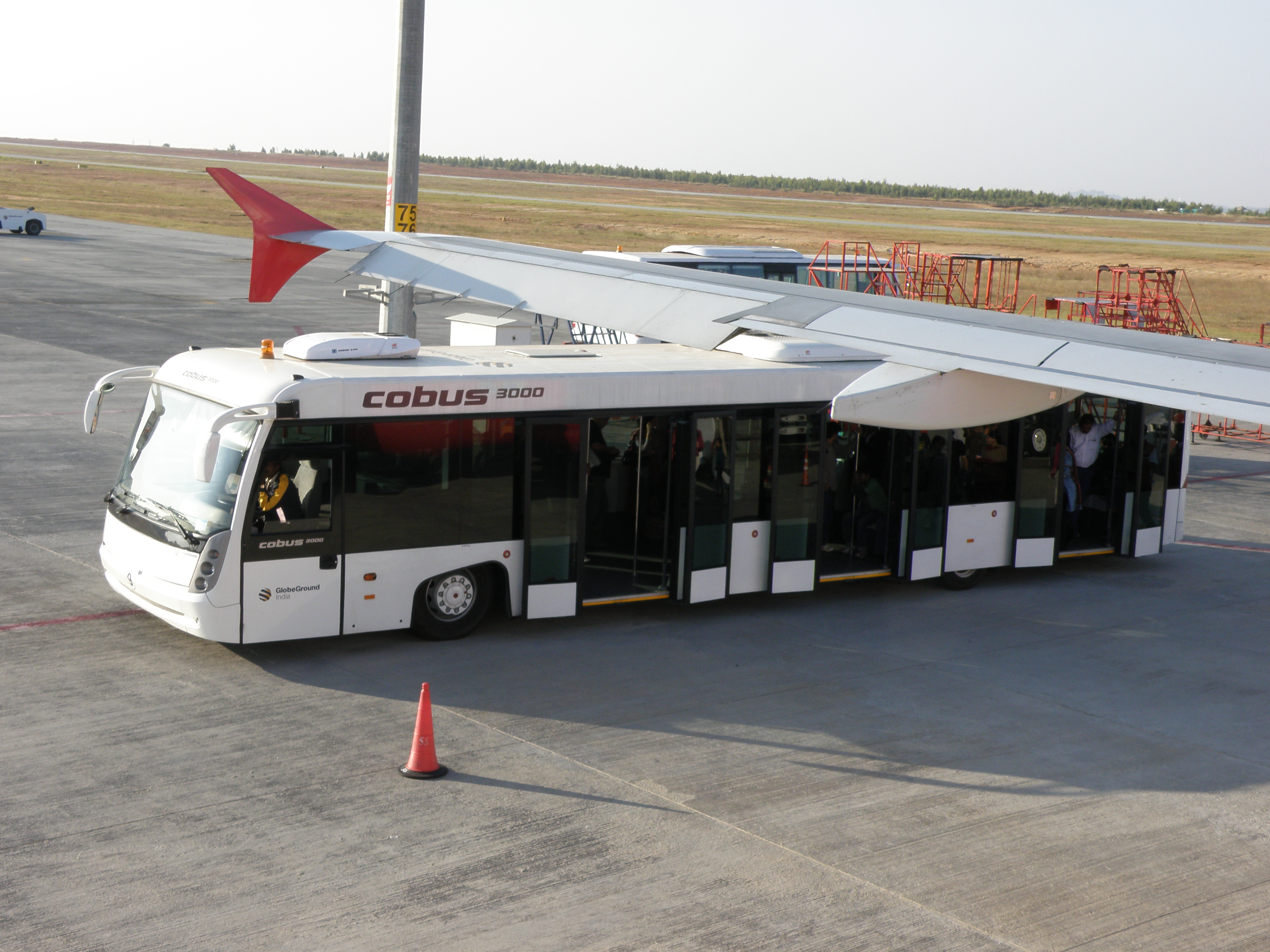
Cobus 3000
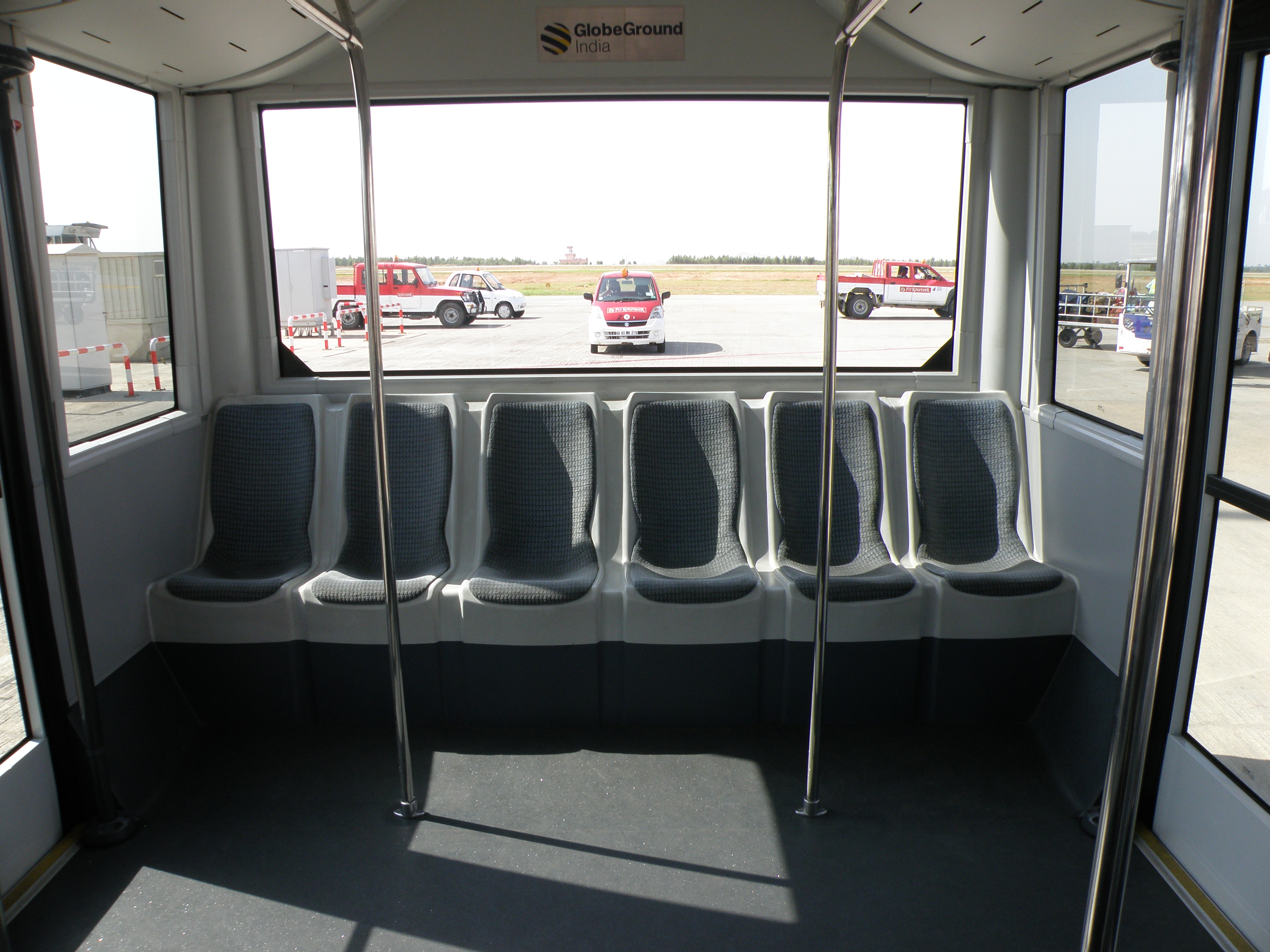
Салон Cobus 3000
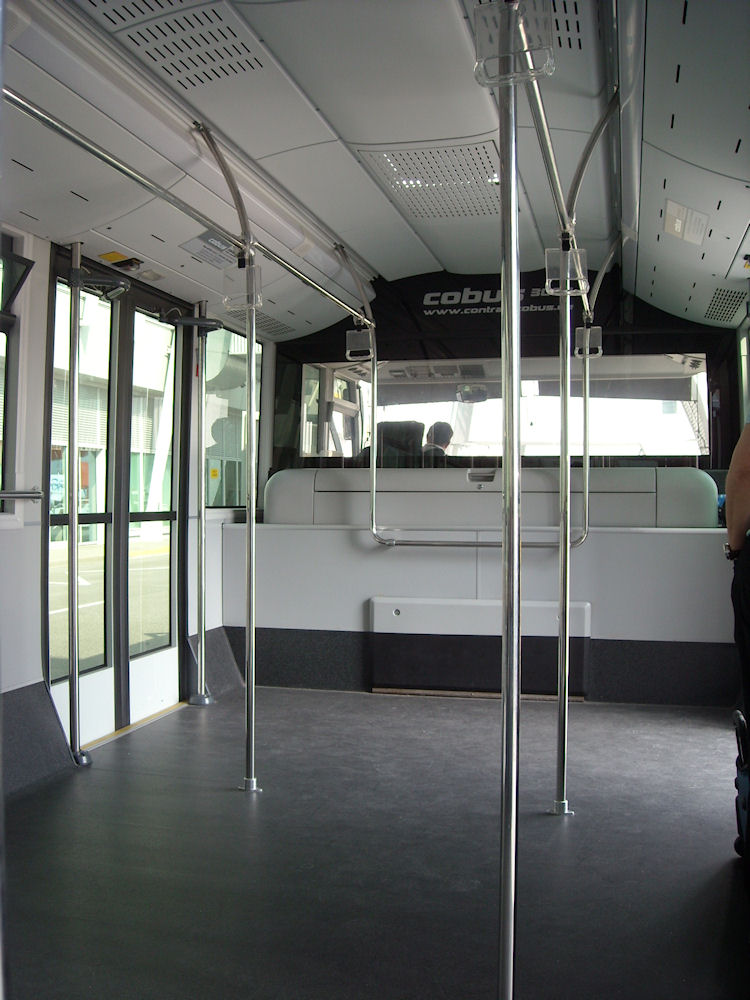
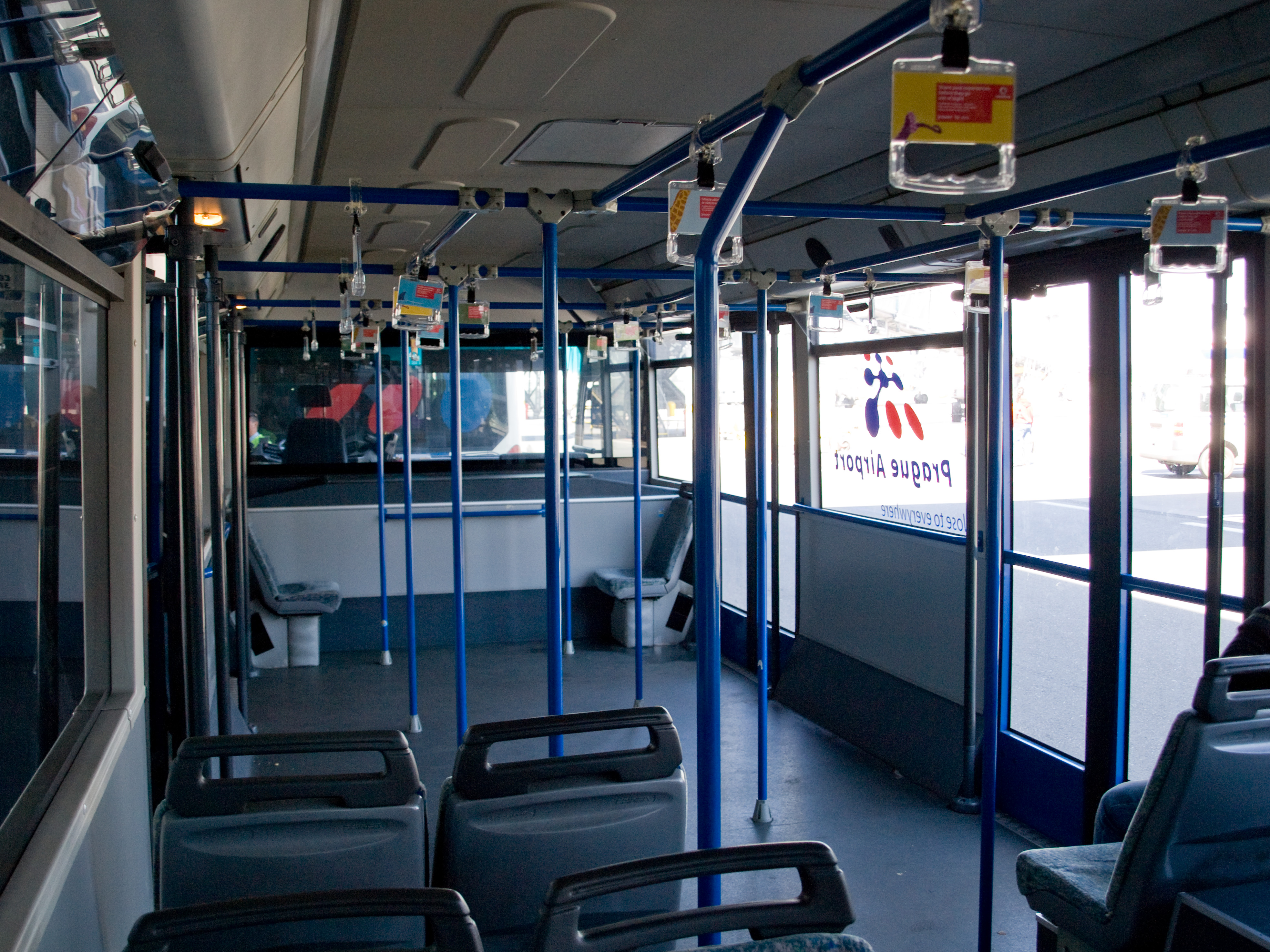
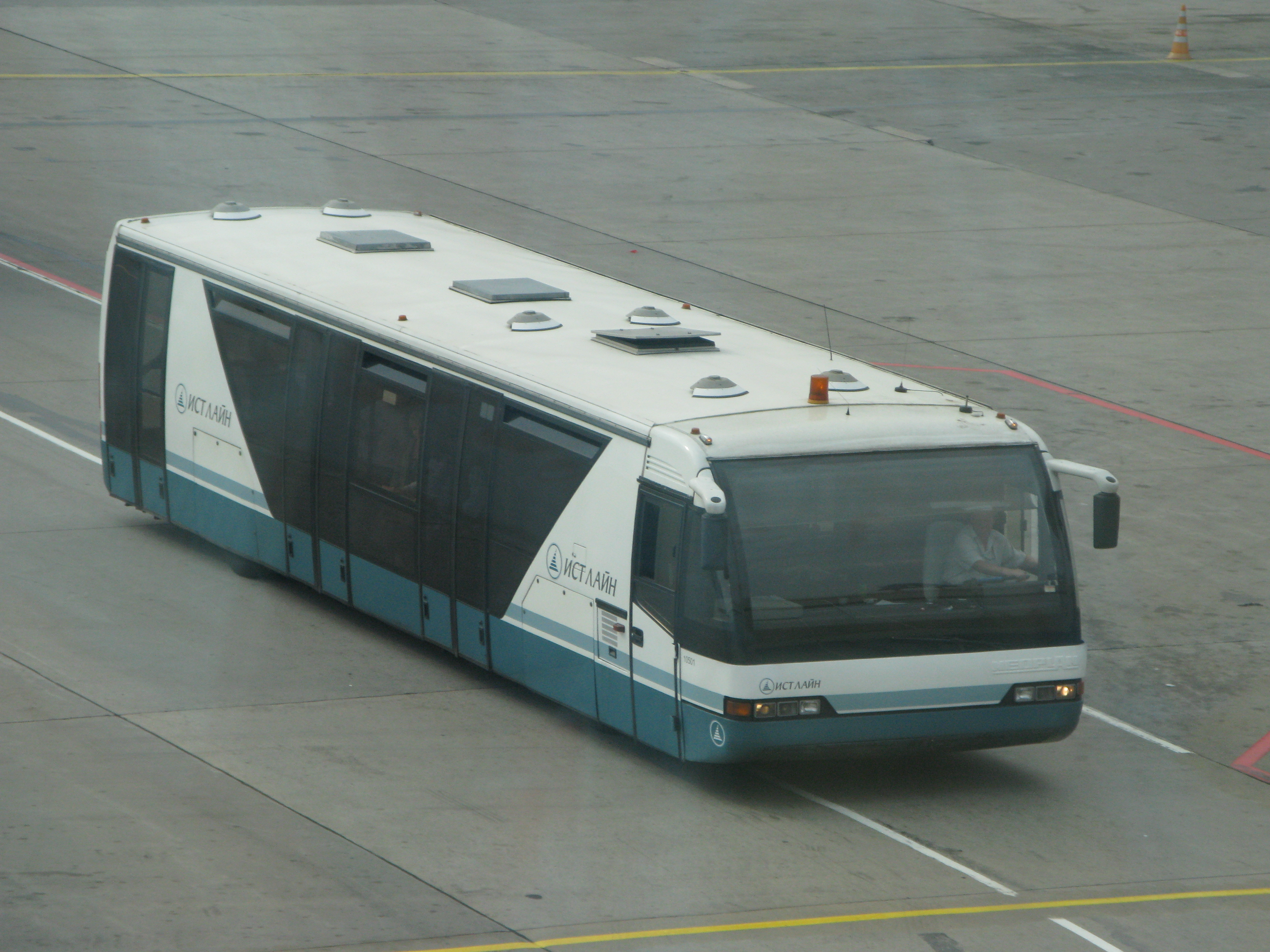
Перронный автобус Neoplan N 9022 в Домодедово
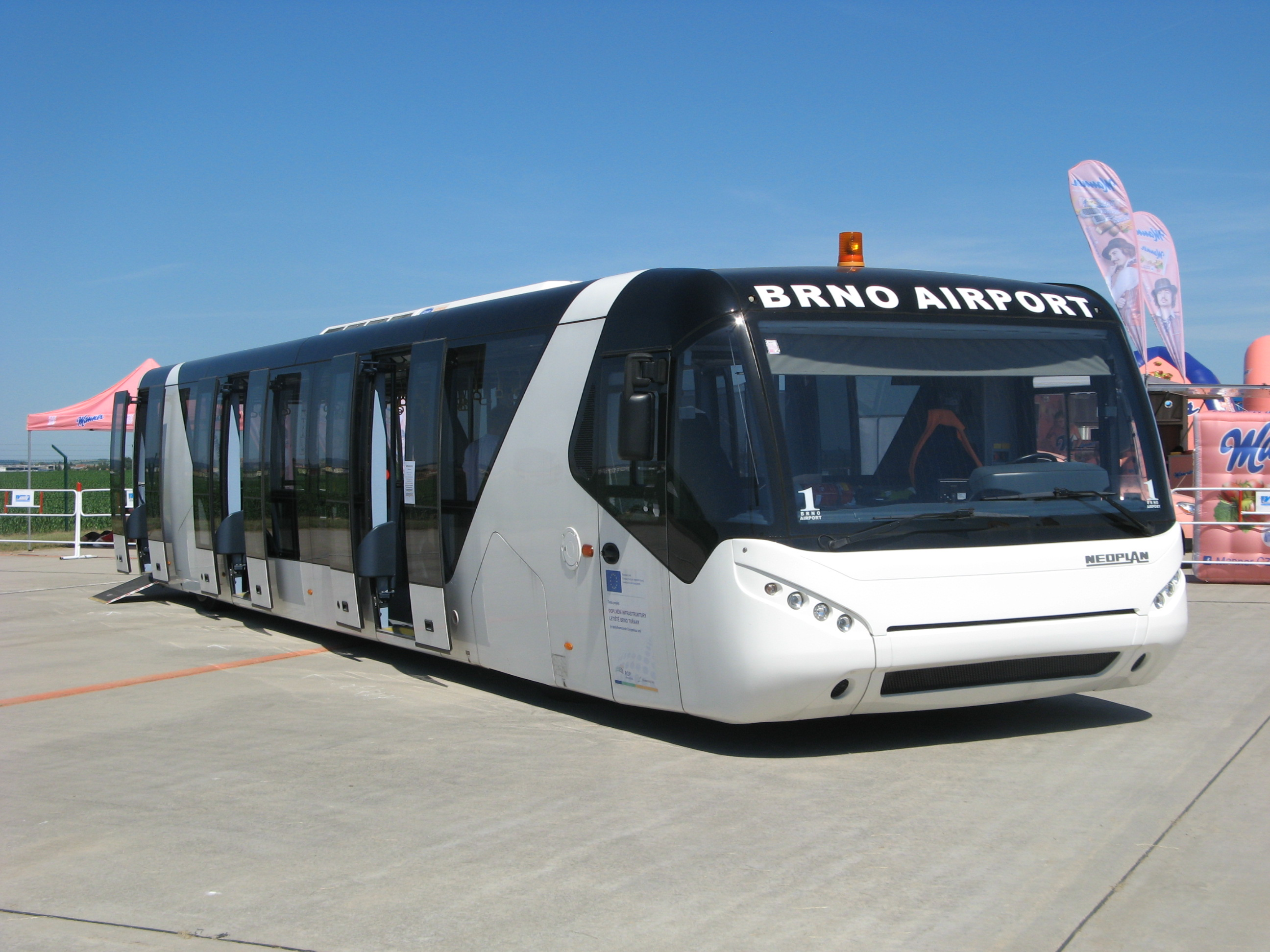
Neoplan N 9122
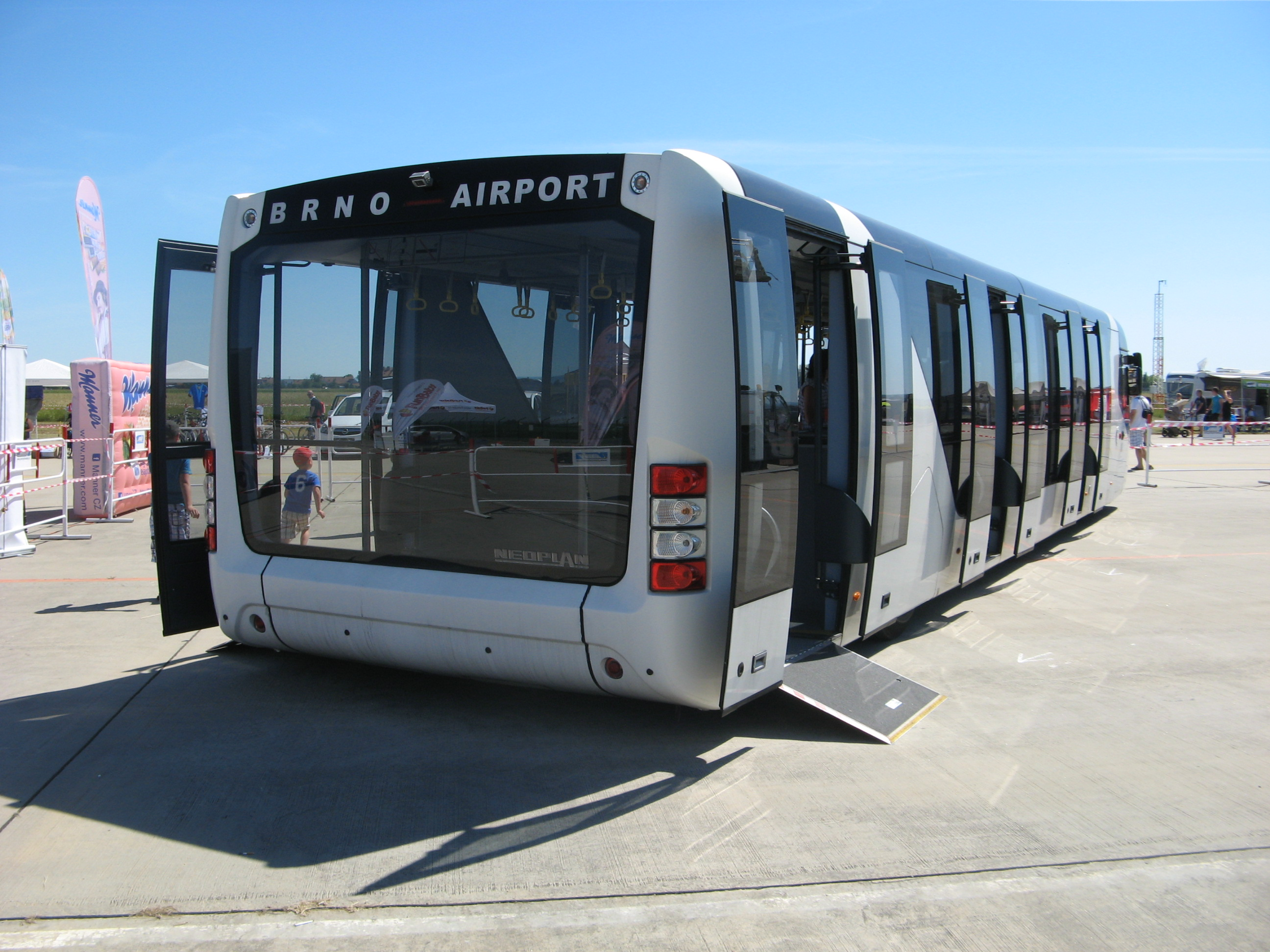
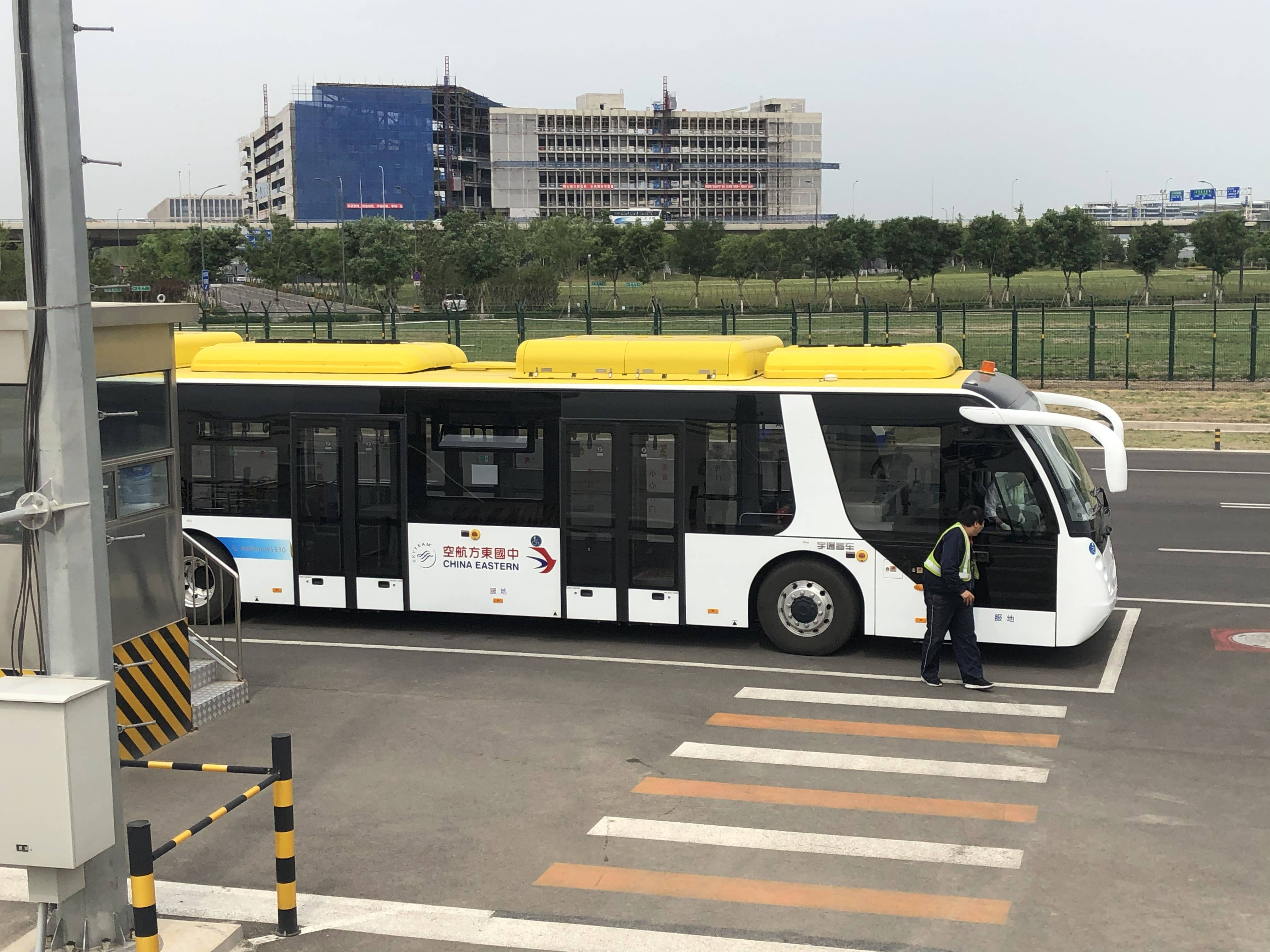
Перронный автобус Yutong в Пекине
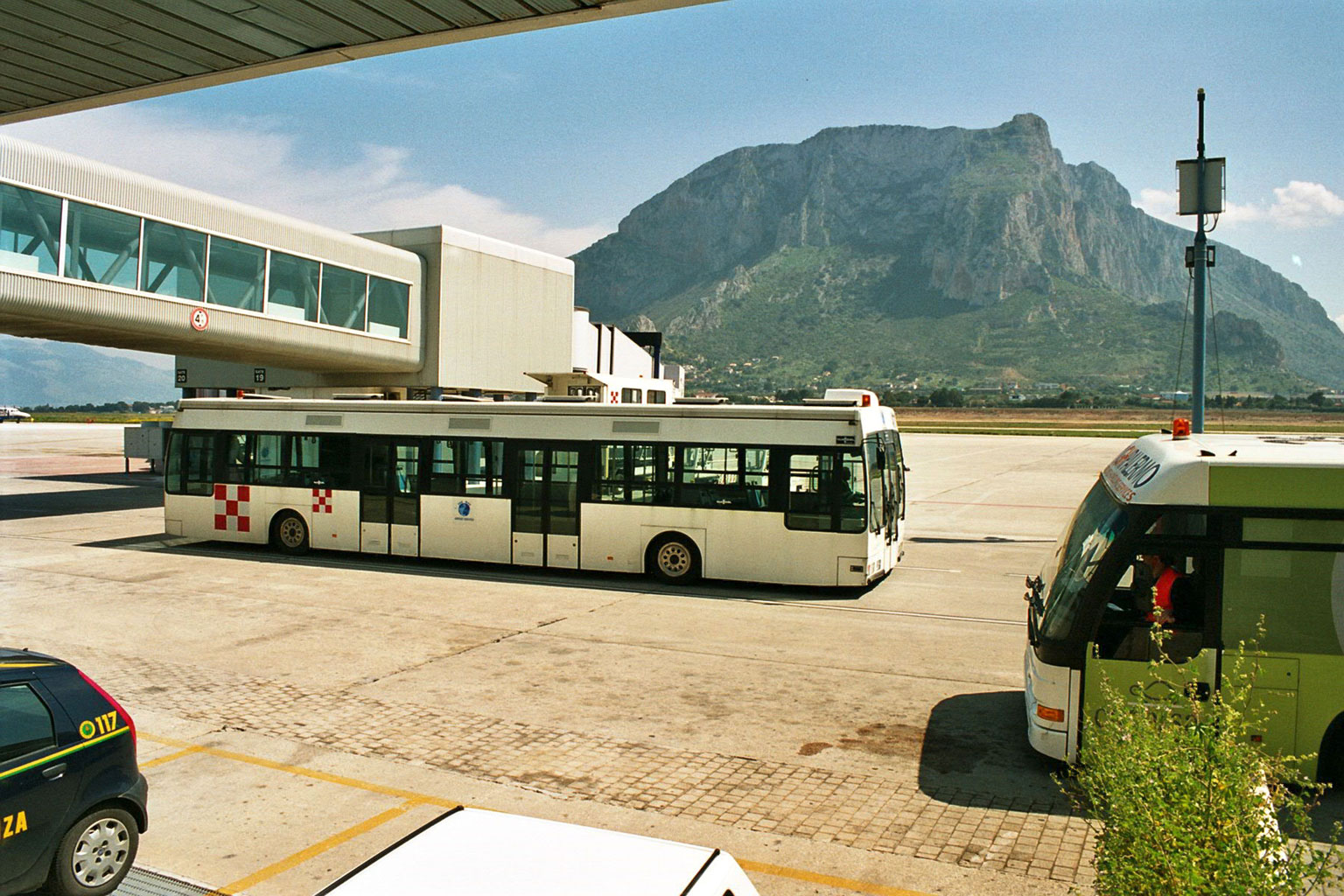
Перронный автобус Van Hool в аэропорту Палермо

Мобильные залы ожидания
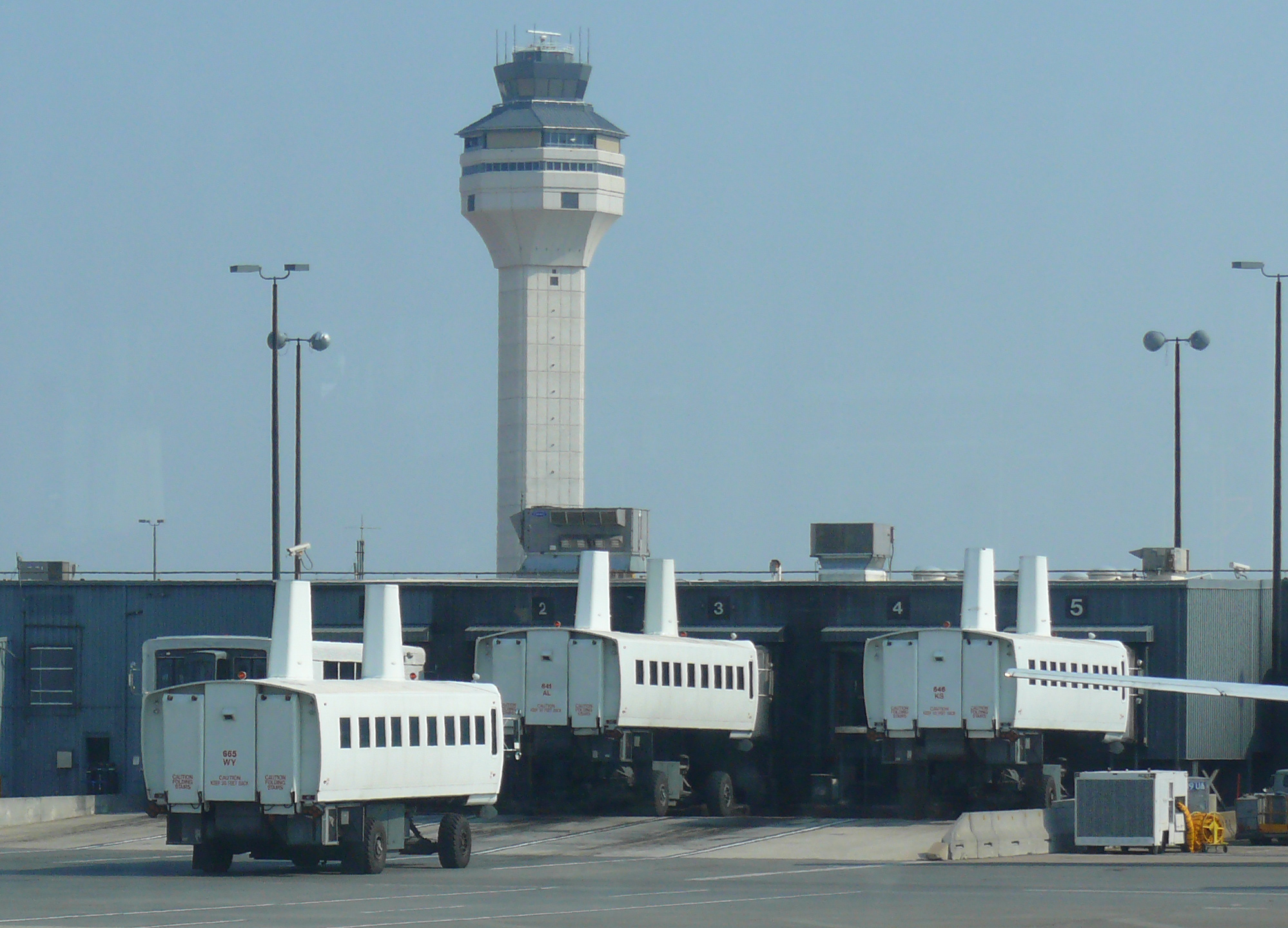
Мобильный зал ожидания в аэропорту Вашингтон-Даллес
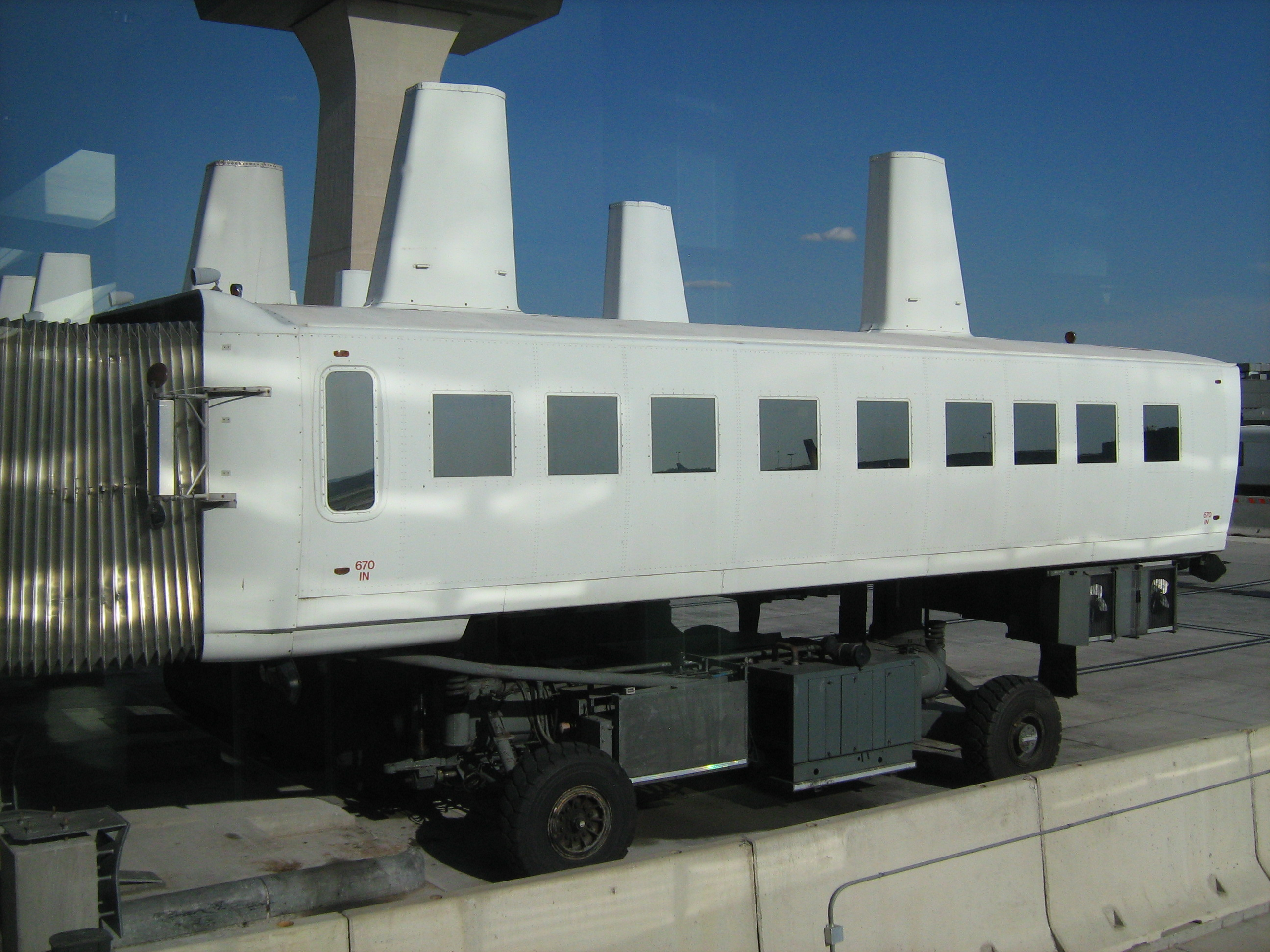
Выдвижная гармошка
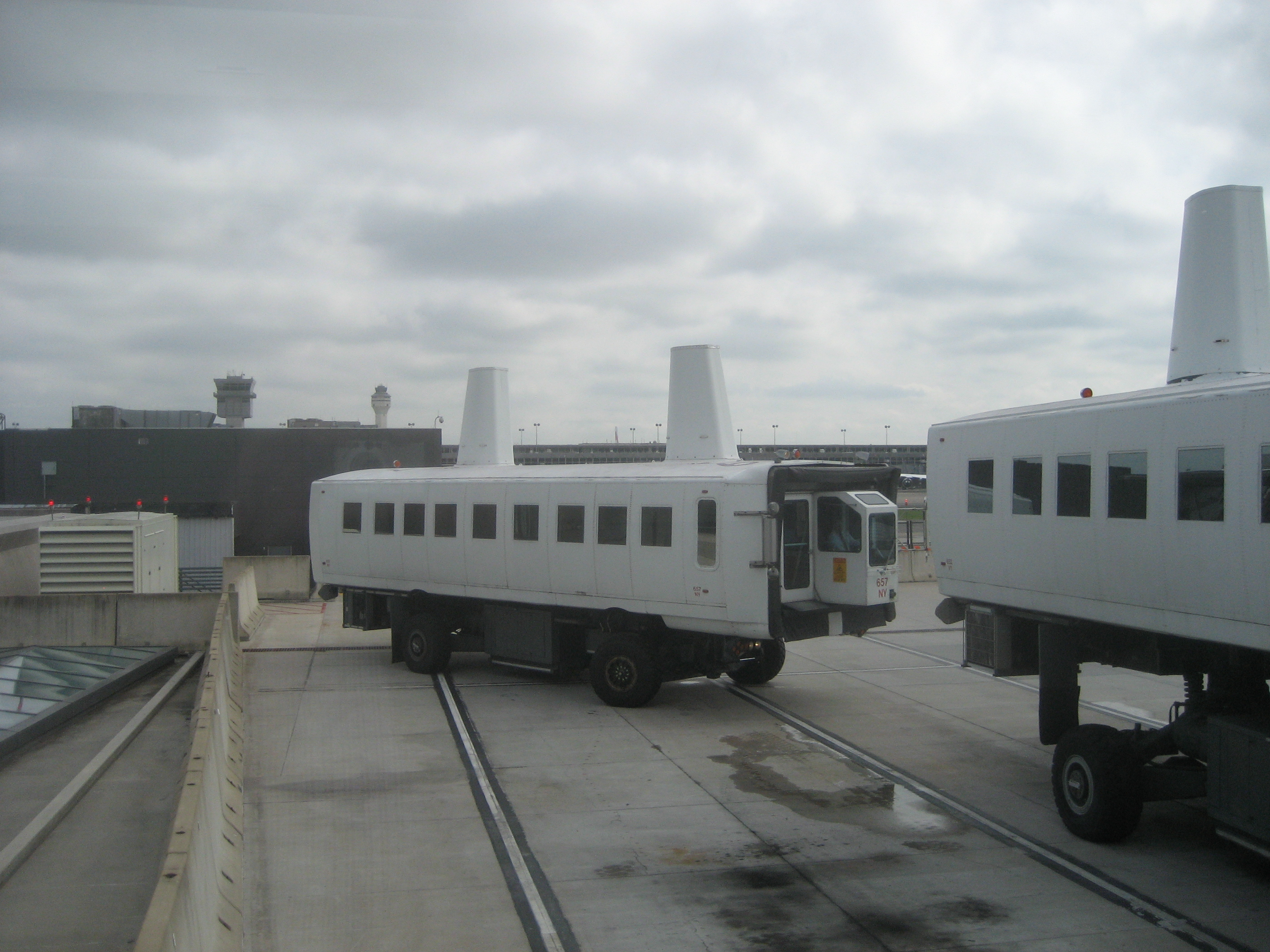
Кабина водителя
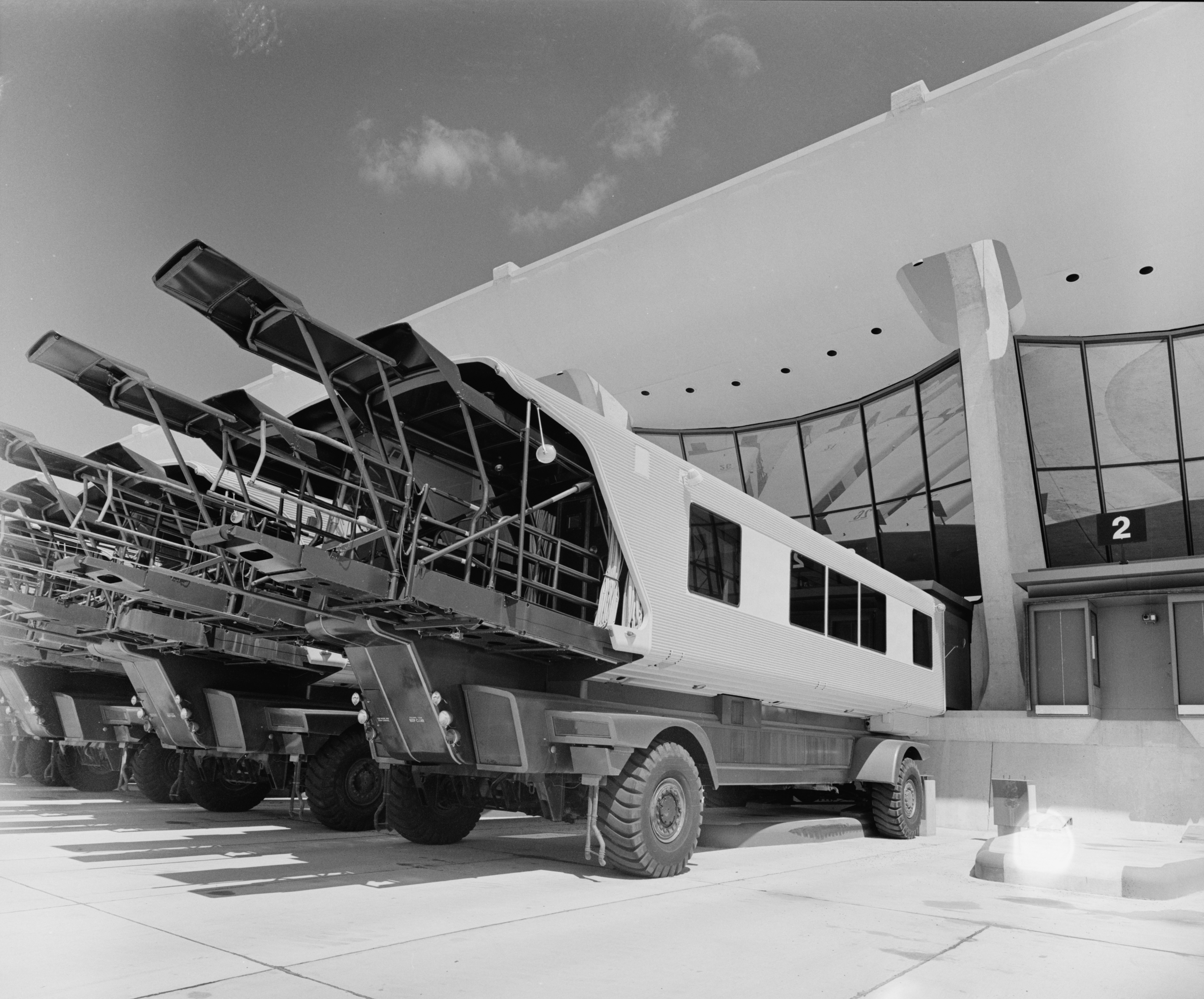
Первое поколение
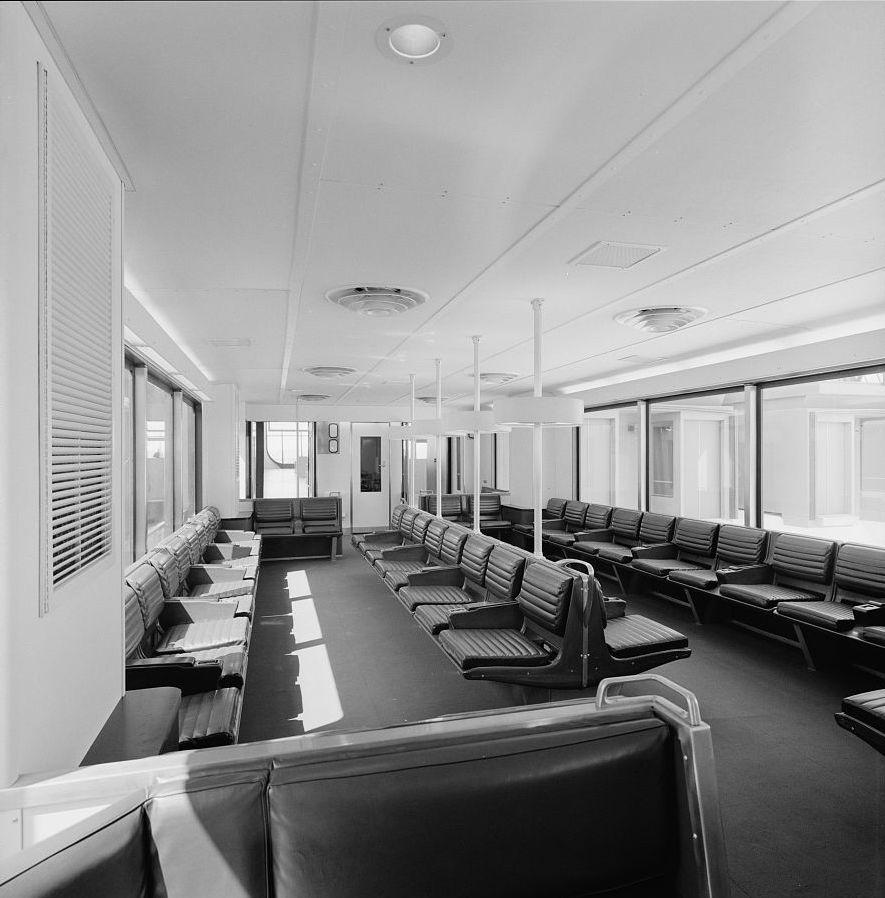
Пассажирский салон
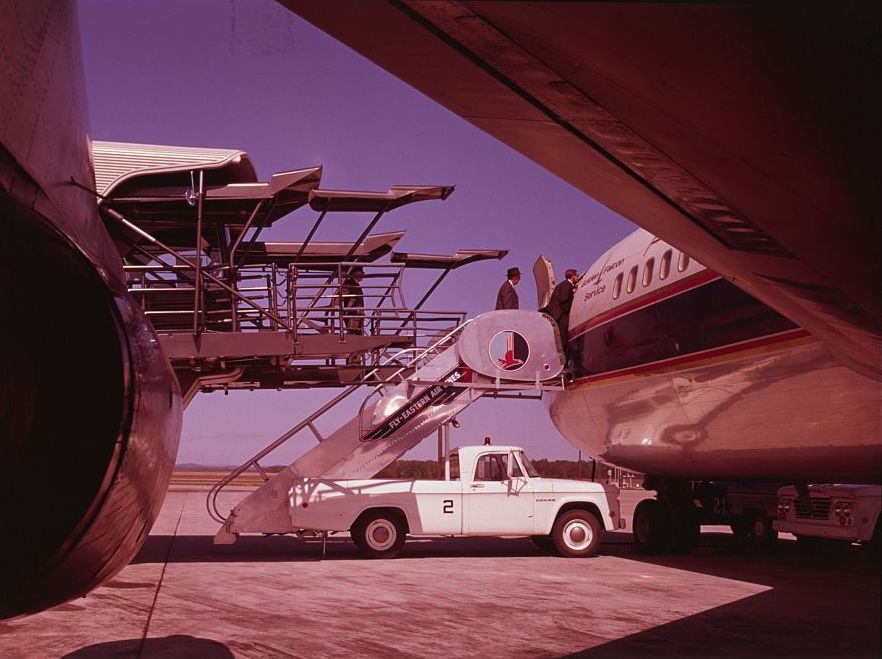
Телескопический переход опирается на самоходный трап
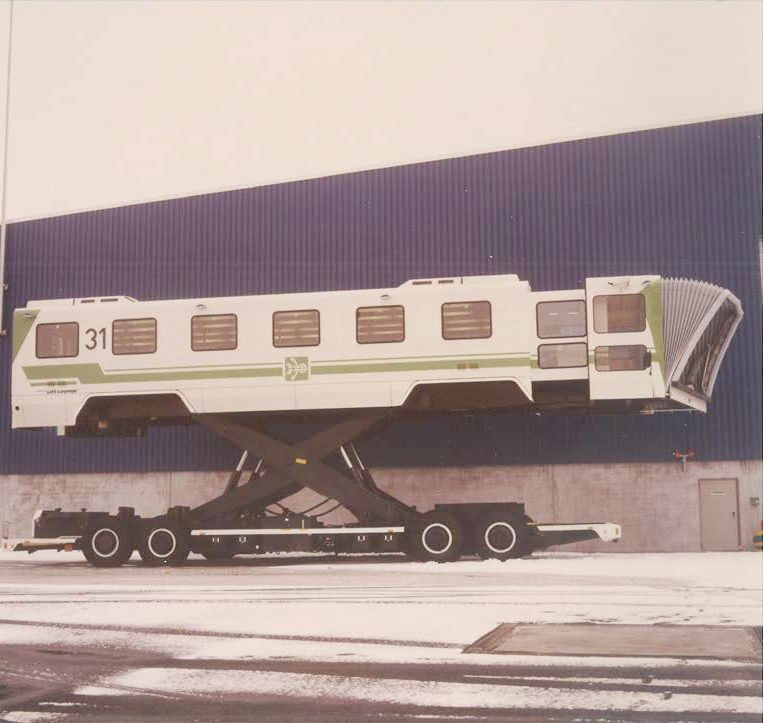
Мобильный зал фирмы Trepel, подъёмник в верхнем положении
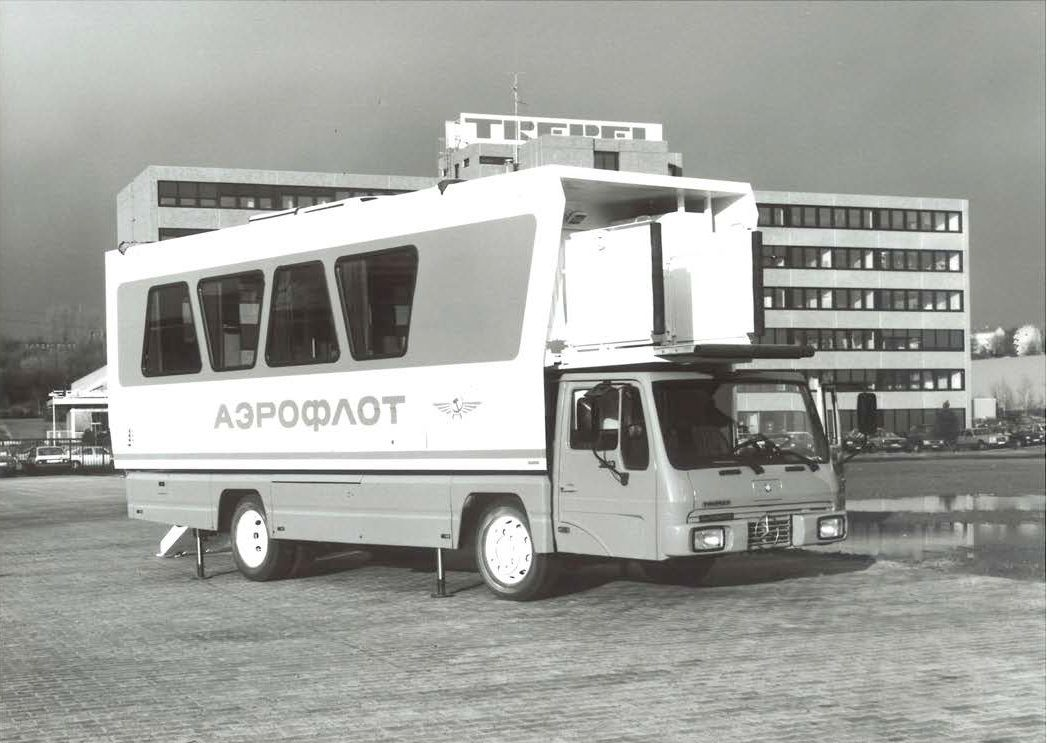
Мобильный зал Trepel с символикой Аэрофлота